# High Production Volume Chemicals
Als High Production Volume Chemicals (englisch, kurz auch HPVC, HPV; etwa Chemikalien, die in großen Mengen produziert werden) werden diejenigen chemischen Substanzen bezeichnet, die in großen Mengen produziert, verarbeitet oder importiert werden. Die exakten Definitionen hierzu variieren in unterschiedlichen Staaten, meist gilt als Grenze 1000 Tonnen pro Jahr.
Listen mit HPV-Chemikalien wurden von verschiedenen Staaten oder internationalen Organisationen wie der OECD vorgelegt. Ziel der jeweiligen Behörden ist eine besonders ausführliche Untersuchung und Dokumentation der umweltrelevanten Risiken jeder als HPV eingestuften Substanz. Im Jahr 2007 umfasste die von der OECD vorgelegte Liste 4638 Einträge, also Substanzen, Substanzgemische oder Handelsformen.

## OECD-Staaten
Innerhalb der 29 OECD-Mitgliedstaaten finden ca. 78 % der weltweiten Chemieproduktion statt.
Die OECD stuft Chemikalien als HPV ein, wenn über 10.000 t/Jahr in einem Mitgliedstaat oder über 1.000 t/Jahr in mindestens zwei Mitgliedsstaaten hergestellt werden. Seit 1990 betreibt die OECD die Erstellung von Screening Information Datasets (SIDS), die Stoffdaten und Angaben zur Gefährlichkeit bzw. zur Exposition enthalten. Bisher wurden für mehr als 1200 Stoffe SIDS erstellt.

### Deutschland
1986 hat das Beratergremium für umweltrelevante Altstoffe (BUA) im Rahmen des nationalen Altstoff-Programms der Bundesrepublik Deutschland (NAP) eine Priorisierung von etwa 780 HPV-Stoffen nach ihrem Gefährdungspotential für Mensch und Umwelt vorgenommen. Wurde ein hohes Gefährdungspotential bei einem Stoff vermutet, so wurde dieser einem ausführlichen Beurteilungsverfahren unterworfen. Nach der Veröffentlichung von ca. 260 BUA-Berichten zu mehr als 350 Stoffen wurde das NAP 2007 beendet.
Weitere Beurteilungen werden seither vom Verband der Chemischen Industrie (VCI) dem BUA zu Stoffen aus dem Produktionsmengenbereich 100–1000 t/Jahr (Low Production Volume Chemicals, LPVC) zur Bearbeitung vorgelegt.

### Vereinigte Staaten
In den USA befasst sich das High Production Volume Challenge Program mit der Einstufung der HPVs und der Dokumentation der davon ausgehenden Gefahren. Substanzen werden dann als HPV eingestuft, wenn die Produktions- oder Importmenge 1 Million Pounds (etwa 450 t) pro Jahr übersteigt.